# نيكي إيفانز
نيكي إيفانز (بالإنجليزية: Nicky Evans)‏ هو لاعب كرة قدم بريطاني في مركز الهجوم، ولد في 6 يوليو 1958 في بيدفورد في المملكة المتحدة. لعب مع كوينز بارك رينجرز ونادي بارنت ونادي بيتربورو يونايتد ونادي كيترينغ تاون وويكمب وندررز.